# 吉尔贝托·席尔瓦
吉尔贝托·阿帕雷西多·达席尔瓦（葡萄牙語：Gilberto Aparecido da Silva，發音：[ʒiwˈbɛʁtu ˈsiwvɐ] ⓘ；1976年10月7日—），是一名已退役的巴西職業足球員。司職防守中場或後衛。
基拔圖於一個貧困家庭成長，年幼時需外出工作維持生計。1997年，他於阿美利加明尼路開始其職業生涯。2000年，他因有着良好的表現獲明尼路收購並轉會至此。於巴西甲組足球聯賽的3年間，他成為明尼路其中一位球星。2002年8月，他以450萬英鎊的價錢轉會至英格蘭超級足球聯賽球隊阿仙奴，贏得1次聯賽冠軍以及2次足總盃冠軍。其中，他亦是2003-04賽季聯賽不敗奪冠的其中一員。效力阿仙奴的5年間，他於各項賽事為球會上陣208場，攻入23球。

## 球會生涯
基拔圖出身於巴西一個貧民區家庭，小時已要出外工作，但平時也會練習踢球。他在1997年於巴西球會阿美利加明尼路展開球員生涯，之後獲較大的球會米内罗竞技垂青，於2000年轉投。當時他已經甚具名氣，故於2002年世界盃被選中進入國家隊。他在賽事中有著出色發揮，結果率巴西國家隊贏得2002年世界盃冠軍。自此他受到世界各大球會招攬。
2002年8月基拔圖以四百五十萬英鎊轉會費加盟英超球會阿森纳。在過去四個球季他上陣了161場賽事，取得12個入球。在球會他贏得了2003-04年球季英超聯賽冠軍。
2006-2007球季，因他有著優良的進球能力，所以被阿森纳選作主射十二碼。並在聯賽射入十球，而在 02-06 球季，基拔圖施華只曾在英超射入七球。
他还作为国家队队长協助巴西贏得了2007年美洲盃。
2007-2008球季，他與科洛·图雷皆為阿森纳的副隊長。

## 榮譽

### 球會
阿美利加明尼路
- 巴西足球乙級聯賽：1997年[3]
- 米納斯吉拉斯州盃（英语：Copa Sul-Minas）：2000年

 明尼路
- 米納斯吉拉斯州足球錦標賽（英语：Campeonato Mineiro）：2000年[4]，2013年
- 南美自由盃：2013年

 阿仙奴
- 英格蘭超級足球聯賽：2003-04賽季[5]
- 英格蘭足總盃：2003年，2005年
- 英格蘭社區盾：2002年，2004年

 彭拿典奈高斯
- 希臘超級足球聯賽：2009-10賽季
- 希臘足球盃：2010年

### 國家隊
- 國際足協世界盃：2002年
- ：2005年，2009年
- ：2007年

## 外部連結
- 基拔圖施華球迷網站 （页面存档备份，存于）